# The Fortress
The Fortress är ett berg i Kanada.   Det ligger i provinsen Alberta, i den centrala delen av landet, 3 000 km väster om huvudstaden Ottawa. Toppen på The Fortress är 3 000 meter över havet, eller 292 meter över den omgivande terrängen. Bredden vid basen är 0,95 km.
Terrängen runt The Fortress är bergig åt nordost, men åt sydväst är den kuperad.Trakten runt The Fortress är nära nog obefolkad, med mindre än två invånare per kvadratkilometer.. Det finns inga samhällen i närheten. 
I omgivningarna runt The Fortress växer i huvudsak barrskog.